# Araya Rasdjarmrearnsook
Araya Rasdjarmrearnsook (26 de juliol de 1957 a Trad, Tailàndia) és una artista Tai que viu i treballa a Chiang Mai, on dona conferències a la Facultat de Belles Arts de la Universitat de Chiang Mai, Tailàndia. La seva obra, principalment escultures, instal·lacions i vídeos, analitza la sexualitat i la identitat femenina.
Va estudiar arts a la Universitat Silpakorn de Bangkok, on es va llicenciar el 1986 i després va continuar els seus estudis fins al 1994 a Braunschweig, Alemanya.
És una de les més destacades artistes visuals tailandeses. Les seves escultures dels anys vuitanta van contribuir a canviar els rols de gènere a la societat tai. Les seves instal·lacions i films sobre la mort, la malaltia i la demència són especialment crítiques amb les diferències socials i el diàleg entre cultures. Professora a la Universitat de Chiang Mai, ha exposat a Estocolm, Bangkok, Texas, Venècia, Londres i Johannesburg, entre altres ciutats.

## Obres destacades
- The Class - Va provocar certa polèmica a la triennal d'Art de Torí, ja que es tractava d'un monòleg on l'artista parlava amb 10 cadàvers humans reals. La instal·lació va haver de ser autoritzada pel Ministeri de Salut italià.[4]
- The two planets, on es veu un grup de gent al bosc que contempla l'obra Le déjeuner sur l'herbe, d'Édouard Manet.

## Exposicions rellevants
- 2002 - Per què és la poesia més que la consciència? a la Galeria Nacional de Bangkok (2002)
- 2003 - Plor a la Tensta Konsthall d'Estocolm
- 2006-2007 - Temps de Gran Missatge: Narradors de la ciutat i falta de definició del desig a la 100 Tonson Gallery de Bangkok
- 2005 - Biennal de Venècia
- 2010 - El museu com a pretext (col·lectiva)[5]
- 2011 - You're not alone, Fundació Joan Miró, Barcelona.[6]